# Kelsbaach
Der Kelsbaach ist ein gut dreieinhalb Kilometer langer, westlicher und linker Zufluss der Mosel im luxemburgischen Kanton Grevenmacher.

## Geographie

### Verlauf
Der Kelsbaach entspringt auf einer Höhe von 289 m im Gutland auf dem Gebiet der Gemarkung Grevenmacher im Houwald. Die Quelle liegt im Waldschutzgebiet Oberdonven-Houwald.
Der Bach fließt zunächst, leicht mäandert, etwa dreihundert Meter südsüdwestwärts durch einen Mischwald von Eichen und Buchen und wechselt dann nach Osten. Knapp 150 m bachabwärts stärkt ihm auf seiner linken Seite ein weiterer Quellast.
Der Kelsbaach zieht nun stark begradigt weiterhin ostwärts durch den bewaldeten Scheedergrond und läuft dann in einen Grünstreifen mit erst einer extensive Mähwiese und dann einer Sumpfdotterblumenwiese. Etwas später fließt ihm von links der aus zuletzt aus dem Norden kommende Scheissbaach zu. Der Kelsbaach wechselt nun nach Süden und wird dann nördlich der Scheederwiss auf der rechten Seite von einem namenlosen Waldbach gespeist. Der Kelsbaach betritt nun die offene Flur, dann läuft begleitet von Gehölz südostwärts durch Ackerland und unterquert danach die C.R. 143. Der Bach fließt nun erst ostwärts, dann nordostwärts durch Felder und Wiesen, teilweise Kalk-Trockenrasen mit besonders orchideenreiche Beständen des Naturschutzgebietes Kelsbaach. Er wird dabei von einem starken Baumstreifen begleitet, der sich mehr und mehr zu einem Wald verbreitet. Er zwängt sich dann durch ein enges bewaldetes Tal mit Kalkfelsen und der entsprechenden Felsspaltvegetation.
Das Tal gehört zum Natura 2000-Habitat Greivenmaacherbierg.
Der Kelsbaach läuft nun südlich von Weinbergsparzellen entlang, unterquert noch die N.10 und mündet schließlich nördlich des Wormeldingener Ortsteils Machtum auf einer Höhe von 139 m von links in die zuletzt aus dem Süden heranziehende Mosel.

### Einzugsgebiet
Das etwa 4 km² große Einzugsgebiet des Kelsbaachs liegt im Gutland und wird über die Mosel und den Rhein zur Nordsee entwässert.
Es wird
- im Norden vom Gehaansbaach
- im Süden vom Donwerbach
- und im Nordwesten vom  Fluessweilerbach

begrenzt.
Das Einzugsgebiet ist zum größten Teil bewaldet, nur im Südosten überwiegen Felder und Wiesen. Die höchste Erhebung ist die 300,7 m hohe Gillingerhéicht.

### Zuflüsse
- Scheissbaach (links), 1,5 km

## Geologie
Das Quellgebiet des Kelsbaach liegt im Steinmergelkeuper mit Gips- und Kalzitlagen. Der mittlere Lauf wird durch Pseudomorphosenkeuper und Lettenkeuper geprägt. Der Unterlauf liegt in den Grenzschichten und Ceratitenschichten und den Trochitenschichten, der direkte Mündungsbereich in der Anhydritgruppe des Muschelkalks.